# Кучер, Иван Емельянович
Иван Емельянович Кучер (род. 12 июня 1928, Диканька, Полтавский округ) — украинский советский деятель, металлург, старший вальцовщик цеха блюминга Донецкого металлургического завода Донецкой области. Депутат Верховного Совета СССР 7-го созыва.

## Биография
Родился 12 июня 1928 года в селе Диканька Диканьского района (ныне в Полтавской области) в крестьянской семье. Образование неполное среднее. С 1945 по 1947 год — ученик школы фабрично-заводского обучения при металлургическом заводе в городе Сталино.
Затем работал рабочим по уборке горячего металла, вальцовщиком Сталинского металлургического завода имени Сталина.
С 1957 года — старший вальцовщик цеха блюминг Сталинского (Донецкого) металлургического завода Сталинской (Донецкой) области.
Потом — на пенсии в Донецке.

## Награды
- орден Ленина (22.03.1966);
- медаль «За трудовое отличие»;
- медали;
- заслуженный металлург Украинской ССР (16.07.1965).